# Sapekhburto K'lubi Samt'redia 2017
Questa voce raccoglie le informazioni riguardanti il Sapekhburto K'lubi Samt'redia nelle competizioni ufficiali della stagione 2017.

## Rosa
| N. |                    | Ruolo | Calciatore             |
| -- | ------------------ | ----- | ---------------------- |
| 1  | Georgia (bandiera) | P     | Otar Sturua            |
| 2  | Georgia (bandiera) | D     | Davit Mtivlishvili     |
| 3  | Georgia (bandiera) | D     | Lasha Kasradze         |
| 4  | Georgia (bandiera) | D     | Nika Sandokhadze       |
| 6  | Georgia (bandiera) | C     | Giuli Manjgaladze      |
| 7  | Georgia (bandiera) | C     | Davit Razhamashvili    |
| 8  | Georgia (bandiera) | C     | Teimuraz Markozashvili |
| 9  | Georgia (bandiera) | A     | Zaur Khabeishvili      |
| 10 | Georgia (bandiera) | A     | Nikoloz Sabanadze      |
| 11 | Georgia (bandiera) | A     | Giorgi Beriashvili     |
| 12 | Georgia (bandiera) | P     | Omar Migineishvili     |
| 14 | Georgia (bandiera) | A     | Davit Jikia            |

| N. |                           | Ruolo | Calciatore           |
| -- | ------------------------- | ----- | -------------------- |
| 16 | Georgia (bandiera)        | D     | Davit Manjgaladze    |
| 17 | Georgia (bandiera)        | C     | Akaki Ninua          |
| 18 | Georgia (bandiera)        | D     | Jemal Gogiashvili    |
| 20 | Georgia (bandiera)        | D     | Giorgi Akhaladze     |
| 21 | Georgia (bandiera)        | D     | Gigla Burkadze       |
| 22 | Georgia (bandiera)        | D     | Giorgi Mchedlishvili |
| 24 | Guinea-Bissau (bandiera)  | D     | Bacar Baldé          |
| 26 | Georgia (bandiera)        | C     | Giorgi Datunaishvili |
| 30 | Georgia (bandiera)        | P     | Ilia Sturua          |
| 77 | Georgia (bandiera)        | C     | Guram Samushia       |
| 80 | Costa d'Avorio (bandiera) | C     | Inters Gui           |